# Dependance

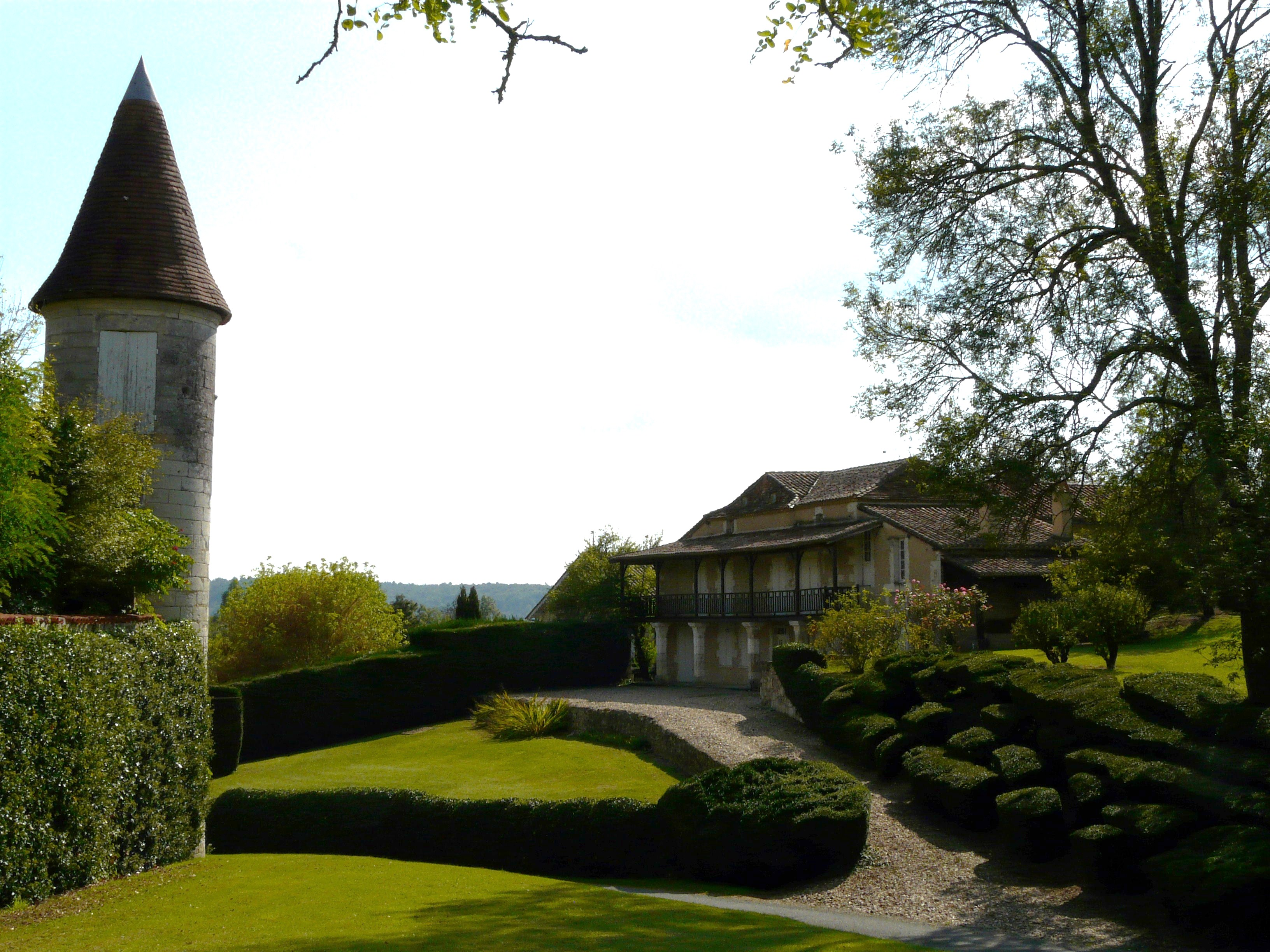
Kasteel van Mauriac (Douzillac), de hoektoren (zuidwest) van het kasteel en een oude dependance

Een dependance is een gebouw of complex van gebouwen, dat organisatorisch bij een ander gebouw hoort en op enige afstand op een andere locatie is gesitueerd. Dat kan ook in een andere gemeente of zelfs een ander land zijn. Een dependance moet niet verward worden met een bijgebouw, dat staat namelijk wel op dezelfde locatie als het hoofdgebouw. 
Bekende dependances zijn die van scholen, die te groot werden en noodgedwongen onderwijs in een verderop gelegen gebouw verzorgen. Ook komt voor dat bewust gekozen wordt voor een dependance, om de populaties van leerlingen (onderwijssoorten) gescheiden te houden. Ook (grote) ziekenhuizen, rechtbanken, bibliotheken en musea hebben vaak dependances.